# Cavasso Nuovo
Cavasso Nuovo (friülà Cjavàs ) és un municipi italià, dins de la província de Pordenone. L'any 2007 tenia 1.620 habitants. Limita amb els municipis d'Arba, Fanna, Frisanco, Meduno i Sequals.

## Administració
| Període | Identitat         | Partit        |
| ------- | ----------------- | ------------- |
| 2004-   | Silvano Carpenedo | Llista cívica |